# Ngữ thời học
Ngữ thời học (tiếng Anh: glottochronology; bắt nguồn từ tiếng Hy Lạp Attica γλῶττα "lưỡi, ngôn ngữ" và χρόνος "thời gian") là một phân ngành của ngôn ngữ học so sánh, theo đó vận dụng phương pháp thống kê từ vựng nhằm giải quyết các vấn đề liên quan đến niên đại của các ngôn ngữ.:131
Học thuyết này được tiên phong bởi nhà ngôn học người Mỹ Morris Swadesh vào những năm 1950 trong bài báo học thuật của ông về mối quan hệ giữa các ngôn ngữ Salish tại Bắc Mỹ. Ông phát triển ý tưởng đó dựa trên hai giả thiết chính, đó là: (1) tất cả các ngôn ngữ trên thế giới đều sở hữu một vốn từ cốt lõi (basic vocabulary, được biểu diễn thông qua danh sách Swadesh); (2) sự thay đổi ngôn ngữ diễn ra theo tỷ lệ đồng đều trên một đơn vị thời gian giống như phân rã phóng xạ. Áp dụng kỹ thuật thống kê, Swadesh đã phát triển một phương trình toán học nhằm xác định gần đúng thời điểm các ngôn ngữ phân tách và khoảng thời gian mà các ngôn ngữ cổ đại từng tồn tại.